# Neferefra
Neferefra, alternativ stavning Neferefre eller Raneferef, var den fjärde eller femte faraonen under Egyptens femte dynasti och regerade omkring 2460-2455 f. Kr.
Neferefra var son till farao Neferirkara med drottning Chentikaus II, och äldre bror till farao Neuserra. Väldigt lite är annars känt om honom, och det är omtvistat hur han kom till tronen och om han var släkt med Userkaf eller Sahura.
Enligt Manetho regerade han i 20 år och det är osäkert om han ska placeras efter Neferirkara eller Shepseskara. Turinpapyrusen är svårt skadad vid femte dynastin och endast små fragment återstår, vilka bara delvis anger antalet år en farao härskade. Därför är den exakta tronföljden och längden på regeringstiden mycket osäker och omstridd.
På Abydoslistan står namnen Kakai (Neferirkaras födelsenamn), Neferefra och Neuserra i följd, medan på Sakkaratabletten finner man namnen Neferirkara, Shepseskara och Chaineferre (Neferefras regentnamn). Det är på grund av den sistnämnda listan som Neferefra vanligen placeras efter Shepseskare.
Sigillavtryck från Shepseskara hittats i den tidigast byggda delen av Neferefras gravtempel vid Abusir, vilket indikerar att Shepseskara efterträdde Neferefra. Andra delen av gravtemplet färdigställdes dock av Neuserra, vilket tyder på att en maktkamp pågick, och Neuserra avgick med segern.